# Jainca

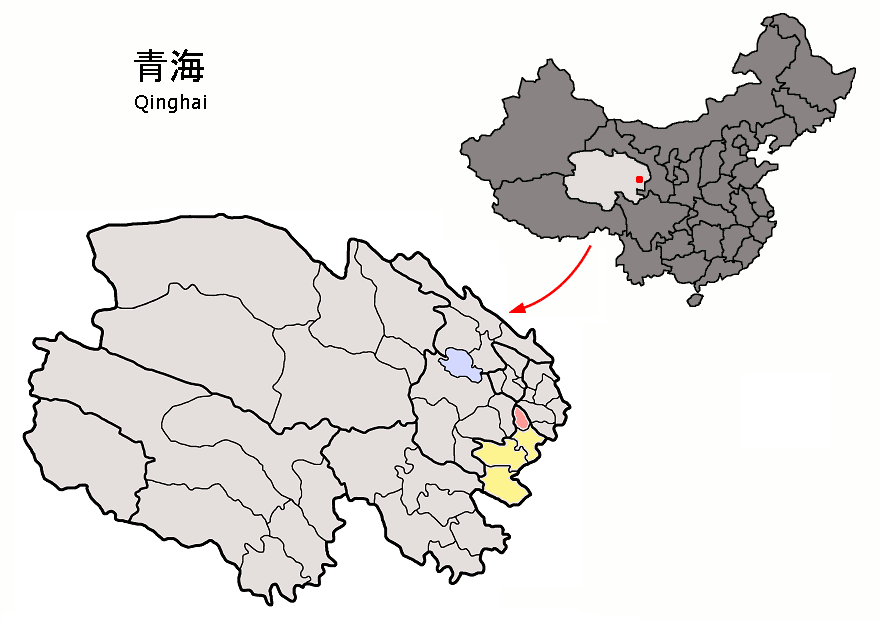
Lage Jaincas (rosa) in Huangnan (gelb)

Jainca (chinesisch 尖扎县, Pinyin Jiānzhā Xiàn; tibetisch གཅན་ཚ་རྫོང, Umschrift nach Wylie: gcan tsha rdzong, auch Centsha Dzong) ist ein chinesischer Kreis im Osten der Provinz Qinghai. Er gehört zum Verwaltungsgebiet des Autonomen Bezirks Huangnan der Tibeter. Jainca hat eine Fläche von 1.555 km² und zählt 58.173 Einwohner (Stand: Zensus 2020). Sein Hauptort ist die Großgemeinde Magitang (马克唐镇).

## Administrative Gliederung
Auf Gemeindeebene setzt sich der Kreis aus drei Großgemeinden und sechs Gemeinden zusammen. Diese sind (Pinyin/chin.)
- Großgemeinde Maketang 马克唐镇
- Großgemeinde Kangyang 康扬镇
- Großgemeinde Kanbula 坎布拉镇

- Gemeinde Angla 昂拉乡
- Gemeinde Nengke 能科乡
- Gemeinde Dangshun 当顺乡
- Gemeinde Jianzhanan 尖扎滩乡
- Gemeinde Cuozhou 措周乡
- Gemeinde Jiajia 贾加乡

## Ethnische Gliederung der Bevölkerung (2000)
Beim Zensus im Jahr 2000 hatte Jainca 51.064 Einwohner.
| Name des Volkes | Einwohner | Anteil  |
| --------------- | --------- | ------- |
| Tibeter         | 31.497    | 61,68 % |
| Hui             | 11.916    | 23,34 % |
| Han             | 7.179     | 14,06 % |
| Tu              | 236       | 0,46 %  |
| Salar           | 114       | 0,22 %  |
| Mongolen        | 38        | 0,07 %  |
| Manju           | 31        | 0,06 %  |
| Yugur           | 10        | 0,02 %  |
| Bonan           | 10        | 0,02 %  |
| Miao            | 10        | 0,02 %  |
| Dongxiang       | 9         | 0,02 %  |
| Zhuang          | 5         | 0,01 %  |
| Sonstige        | 9         | 0,02 %  |